# 自来也説話
『自来也説話』（じらいやものがたり）は、文化3年（1806年）に刊行された江戸時代の読本。作者は感和亭鬼武（かんわてい おにたけ）。前編五巻六冊、後編五巻五冊。

## 概要
忍術をつかう義賊として活躍する主人公・「自来也」（じらいや）の物語である。忍び入った家屋敷の壁などに「自来也」（みづからきたるなり）と記していくことから、その名を持っている。
挿絵は蹄斎北馬によって描かれている。
「自来也」という名と、壁に文字を残してゆく行動は、中国の沈俶による『諧史』に記されている盗賊「我来也」（がらいや）を参考に翻案・創作されたものである。

## 物語
自来也の正体は、小笠原氏の末裔三好家浪士の尾形周馬寛行（おがた しゅうま ひろゆき）と設定されている。
忍術をつかい盗みを働く義賊・自来也は妙香山の異人（仙人）から学んだ蝦蟇の妖術を使って、西天艸（さいてんそう）のちからで不死身の身となった鹿野苑軍太夫（ろくやおん ぐんだゆう）に父を殺された武士勇侶吉郎（いさみ ともきちろう）の敵討を助太刀する。

## 影響
文化4年（1807年）には大坂で歌舞伎に脚色されている。また「自来也」の名称は後年、合巻『児雷也豪傑譚』（天保10年（1839年）- 明治元年（1868年）刊行）に登場する主人公の名「児雷也」のもとになっており、「じらいや」という忍者の呼び名の元祖であると考えられている。